# Eupromera spryana
Eupromera spryana là một loài bọ cánh cứng trong họ Cerambycidae.